# Pachysphinx princeps
Pachysphinx princeps är en fjärilsart som beskrevs av Walker 1856. Pachysphinx princeps ingår i släktet Pachysphinx och familjen svärmare. Inga underarter finns listade i Catalogue of Life.